# شبح کی‌یف

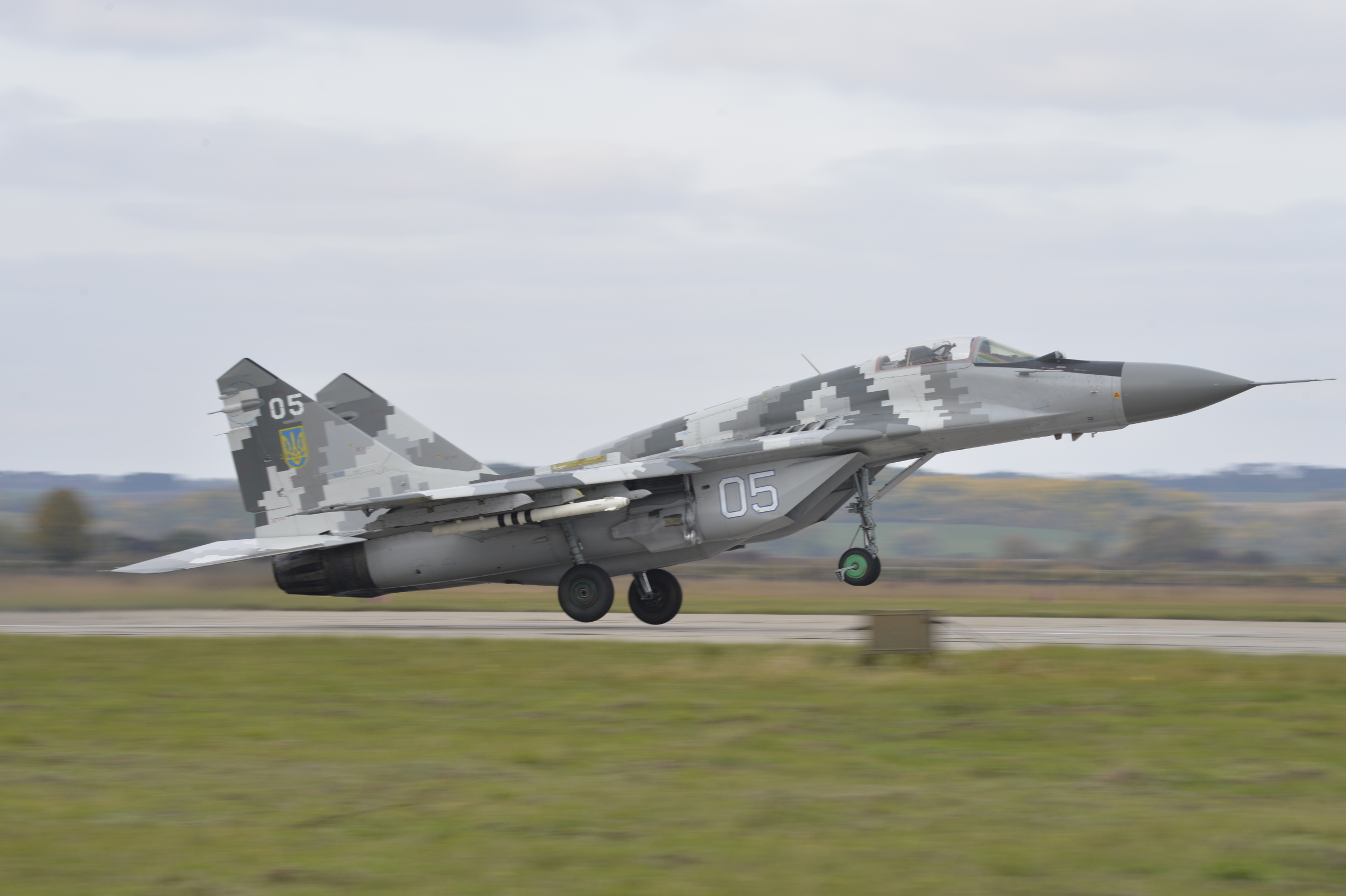
میگ ۲۹ نیروی هوایی اوکراین

شبح کی‌یف (به اوکراینی: Привид Києва)((به انگلیسی: Ghost of Kyiv) نام مستعاری است که به یک خلبان تک‌خال مورد مناقشه و تاییدنشده میگ-۲۹ فالکروم داده شده‌است که در حمله به کی‌یف در ۲۴ فوریه ۲۰۲۲ باعث سرنگونی شش جنگنده روسی شده‌است. به گفته سرویس امنیتی اوکراین، او تا ۲۷ فوریه ۱۰ جت روسی را سرنگون کرده‌است. اگرچه واقعی‌بودن این ادعا تأیید نشده‌است، اما شبح کی‌یف به عنوان یک الهام‌بخش و روحیه‌دهنده برای اوکراینی‌ها پس از حمله روسیه به اوکراین در سال ۲۰۲۲ شناخته شده‌است.

## پیش‌زمینه
در اولین روز تهاجم روسیه در فوریه ۲۰۲۲، ویدئوهایی در رسانه‌های اجتماعی به‌طور گسترده از پرواز جت‌های جنگنده در اوکراین منتشر شد که ادعا می‌کرد که یک خلبان اوکراینی توانسته‌است چند جت روسی را سرنگون کند. یک خلبان واقعی یا افسانه‌ای یک میگ-۲۹، که توسط مردم اوکراین به «شبح کی‌یف» ملقب شده‌است، ظاهراً در ۳۰ ساعت نخست تهاجم، در شش نبرد هوایی در آسمان کی‌یف پیروز شده‌است. براساس گزارش‌ها این شش هواپیما شامل دو فروند سوخو-۳۵، دو فروند سوخو-۲۵، یک سوخو-۲۷ و یک میگ-۲۹ بوده‌اند. اگر این خلبان تک‌خال وجود داشته باشد، او اولین خلبان تک‌خالِ رزمندهٔ ثبت‌شده در قرن بیست و یکم و همچنین نخستین خلبانی است که این رکورد را در یک روز به‌دست آورده‌است.
وزارت دفاع اوکراین مدعی است که شبح کی‌یف می‌تواند یکی از ده‌ها خلبان باتجربه ذخیره نظامی این کشور باشد که پس از حمله روسیه به نیروهای مسلح اوکراین فوراً به نیروهای مسلح اوکراین بازگشتند. همچنین آن‌ها در توییتی از شبح کیف به عنوان «انتقام‌جوی هوا» یاد کردند. با این حال، فرمانده کل نیروهای اوکراین، والری زالوژنی، گفته‌است که تنها می‌تواند سرنگونی شش هواپیمای روسی در روز اول نبرد در اوکراین را تأیید کند. هرچند ممکن است تعداد بیشتری نیز وجود داشته باشد.
پترو پروشنکو، رئیس‌جمهور سابق اوکراین، عکسی از یک خلبان جنگنده را در توییتی منتشر کرد و مدعی شد که این عکس، روح کیف است که به گفته پروشنکو واقعی است. بعداً مشخص شد که این عکس از یک پست وزارت دفاع در سال ۲۰۱۹ برداشته شده‌است که خلبانی را در حال آزمایش کلاه ایمنی جدید نشان می‌دهد. اگرچه شبح کیف احتمالاً یک افسانه محلی است، اما این شخصیت به عنوان یک الهام‌دهنده بزرگ برای مردم اوکراین شناخته می‌شود.
در ۲۷ فوریه، سرویس امنیتی اوکراین در یک پست فیس‌بوک تأیید کرد که شبح کی‌یف ۱۰ هواپیما را ساقط کرده‌است. این مطلب در حال حاضر تنها منبع رسمی در مورد شبح کی‌یف است. و هیچ خبرگزاری دیگری به‌طور مستقل این ادعا را تأیید نکرده‌است.

## روحیه‌بخشی
شبح کی‌یف به عنوان یک الهام‌دهنده افکار عمومی در اوکراین برای مقابله با روسیه شناخته می‌شود. افسانه‌ای محلی که احتمالاً غیرعمدی ساخته شده‌است و با داستان‌هایی که توسط مردم عادی اوکراینی در رسانه‌های اجتماعی به اشتراک گذاشته‌اند، شکل گرفته‌است.